# Hendrik Johan Smith
Hendrik Johan (Hendrik) Smith (Genemuiden, 2 september 1922 – Nunspeet, 2 mei 1987) was een Nederlands politicus voor de ARP en CDA.

## Levensloop
Smith begon zijn loopbaan op 16-jarige leeftijd in de gemeente Nieuw-Beijerland.

### Politiek
Van 1963 tot 1966 was Hendrik Smith burgemeester van Sint-Annaland.
Op 1 april 1966 werd Smith benoemd als burgemeester nieuw gevormde gemeente Goedereede. Het samengaan van drie gemeenten was zijn primaire taak in die periode. Bij zijn vertrek uit de gemeente Goedereede ontving Smith een stereo-installatie van de gemeenteraad.
In 1972 werd Smith benoemd als burgemeester van Nunspeet. Per 1 januari 1986 trad Smith af als burgemeester vanwege gezondheidsredenen. In 1987 overleed Smith ten gevolge van een ongeneeslijke ziekte.

### Persoonlijk
Smith was getrouwd met G. Smith-van der Woerd en had diverse kinderen.

### Eerbetoon
Smith was benoemd tot officier in de Orde van Oranje-Nassau en was drager van het Verzetsherdenkingskruis. Daarnaast is in zijn eerste gemeente Sint-Annaland een straat naar hem vernoemd. Net als in de gemeente Nunspeet.  